# Ernst Burdach
Ernst Burdach (ur. 25 lutego 1801 w Lipsku, zm. 10 października 1876 w Królewcu) – niemiecki anatom, profesor anatomii na Uniwersytecie Albrechta w Królewcu, radny tego miasta.
Był synem Karla Friedricha Burdacha. Studiował medycynę na Uniwersytecie w Królewcu, w 1829 został privatdozentem. Potem był związany z katedrą anatomii jako prosektor. W 1844 został profesorem anatomii.

## Wybrane prace
- Observationes de morbosa cordis structura. Königsberg, 1829
- Bemerkungen über die ernährenden Gefäße der Puls- und Blut-Adern. Königsberg: Verlag der Gebrüder Bornträger, 1835
- Beitrag zur mikroskopischen Anatomie der Nerven. Königsberg: Verlag der Gebrüder Bornträger, 1837
- Beitrag zur vergleichenden Anatomie der Affen. Königsberg: Gräfe und Unzer, 1838